# Лора Маріно
Лора Маріно (фр. Laura Marino, 2 липня 1993) — французька стрибунка у воду.
Учасниця Олімпійських Ігор 2016 року.
Чемпіонка світу з водних видів спорту 2017 року.